# Spantik
Spantik (Urdu سپانٹک, auch Golden Peak) ist ein 7027 m hoher Berg im Karakorum im nördlichen Pakistan. Er ist der höchste und zugleich westlichste Berg der Spantik-Sosbun-Berge.

## Lage
Im Süden ist der Spantik am Polan La, einem 5840 m hohen Sattel, mit dem Malubiting (in den Rakaposhi-Haramosh-Bergen) verbunden. Zwischen beiden Bergen liegt das Nährgebiet des Chogolungma-Gletschers, der von dort nach Osten fließt und die Spantik-Sosbun-Berge im Norden von den östlichen Rakaposhi-Haramosh-Bergen im Süden trennt. Beide Bergketten gehören zum „Kleinen Karakorum“. Nördlich des Spantik liegen jenseits des Hispar-Gletschers die Berge des Hispar Muztagh, die zur Karakorum-Hauptkette („Großer Karakorum“) zählen.

## Name
Obwohl der Spantik dem Hunzatal näher liegt, stammt sein offizieller Name aus der Balti-Sprache. Er setzt sich zusammen aus Spang („Gras“) und Tik („Platz“) und bezog sich zunächst auf einen begrünten Hang am Südostgrat des Berges, später wurde der Name für den ganzen Berg verwendet. Auf Burushaski, der Sprache der Hunzukuc, lautet der Name Ghenish Chhish – Golden Peak („Goldene Spitze“).

## Besteigungsgeschichte
Bereits 1906 versuchten die Amerikaner Fanny Bullock Workman und ihr Mann William Hunter Workman die Besteigung des Berges, den sie Pyramid Peak nannten, doch fehlten ihnen 300 Höhenmeter bis zum Erreichen des Gipfels. Erst 1955 gelang den Deutschen Reiner Diepen, Eduard Reinhardt und Jochen Tietze der Aufstieg vom Chogolungma-Gletscher auf der Südostseite aus.
1987 reiste eine englische Kleinexpedition zur Nordwand des Spantiks, um den 2200 m hohen Golden Pillar („Goldener Pfeiler“) zu durchsteigen. Antony Victor Saunders und Michael Fowler erreichten den Gipfel nach sechstägigem Anstieg im Alpinstil. Diese Erstbegehung war erst die fünfte Besteigung des Berges überhaupt. Inzwischen gilt der Berg auf dem Normalweg als einer der leichtesten Siebentausender, seine Besteigung wird von kommerziellen Expeditionen angeboten.